# طبقه‌بندی پوشش گیاهی
طبقه‌بندی پوشش گیاهی (به انگلیسی: Vegetation classification) فرایند طبقه‌بندی و نقشه‌برداری پوشش گیاهی در سطحی از سطح زمین است. طبقه‌بندی پوشش گیاهی اغلب توسط سازمان‌های دولتی به عنوان بخشی از مدیریت کاربری، منابع و محیط زیست انجام می‌شود. روش‌های مختلفی برای طبقه‌بندی پوشش گیاهی استفاده شده‌است. به‌طور کلی، تغییری از طبقه‌بندی ساختاری مورد استفاده جنگل‌داری برای نقشه‌برداری از منابع چوبی، به نقشه‌برداری جامعه فلورستیک برای مدیریت تنوع زیستی صورت گرفته‌است. در حالی که طرح‌های قدیمی‌تر مبتنی بر جنگل‌داری عواملی مانند ارتفاع، گونه‌ها و تراکم تاج‌پوشش چوبی را در نظر می‌گرفتند، نقشه‌برداری جامعه گیاه‌شناسی تأکید بر عوامل بوم‌شناختی مانند آب و هوا، نوع خاک و جامعه گیاهی را تغییر می‌دهد. امروزه معمولاً نقشه‌برداری طبقه‌بندی با استفاده از نرم‌افزار سیستم‌های اطلاعات جغرافیایی (GIS) انجام می‌شود.
یکی از طبقه‌بندی‌های رایج، طبقه‌بندی کوپن (۱۸۸۴) است.

### کوپن (۱۸۸۴)
اگرچه این طرح در واقع یک طبقه‌بندی اقلیمی است، اما رابطه عمیقی با مطالعات پوشش گیاهی دارد:
- کلاس A
  - جنگل بارانی گرمسیری (Af)
  - باران‌های موسمی گرمسیری (Am)
  - ساوانای گرمسیری (Aw, As)
- کلاس B
  - بیابانی (BWh, BWk)
  - نیمه‌بیابانی (BSh, BSk)
- کلاس C
  - نیمه گرمسیری مرطوب (Cfa, Cwa)
  - اقیانوسی (Cfb, Cwb, Cfc, Cwc)
  - مدیترانه‌ای (Csa, Csb, Csc)
- کلاس D
  - قاره‌ای مرطوب (Dfa, Dwa, Dfb, Dwb, Dsa, Dsb)
  - زیرشمالگان (Dfc, Dwc, Dfd, Dwd, Dsc, Dsd)
- کلاس E
  - توندرا (ET)
  - کلاهک‌های یخی (EF)
  - آلپاین (ET, EF)